# زعرور مهدب
الزعرور المهدب (باللاتينية: Crataegus laciniata) نوع نباتي يتبع جنس الزعرور من الفصيلة الوردية.

## الموئل والانتشار
موطنه المغرب العربي وإسبانيا وصقلية.

## الوصف النباتي
شجرة نفضية صغيرة.

## مرادفات للاسم العلمي
- (باللاتينية: Mespilus laciniata (Ucria) Guss.)
- (باللاتينية: Azarolus pubescens M. Roem.)
- (باللاتينية: Crataegus boissieri Willk.)
- (باللاتينية: Crataegus destefanii Lojac.)
- (باللاتينية: Crataegus eriocarpa Pomel)
- (باللاتينية: Crataegus ruscinonensis Gren. & Blanc)
- (باللاتينية: Mespilus pubescens C. Presl [non Pohl 1814])
- (باللاتينية: Oxyacantha sicula M. Roem., nom. illeg.)
- (باللاتينية: Crataegus azarolus subsp. ruscinonensis (Gren. & Blanc) Nyman)
- (باللاتينية: Crataegus monogyna subsp. ruscinonensis (Gren. & Blanc) O. Bolòs & Vigo)
- (باللاتينية: Crataegus orientalis subsp. presliana K. I. Chr.)